# James Hepburn, 4. Earl of Bothwell

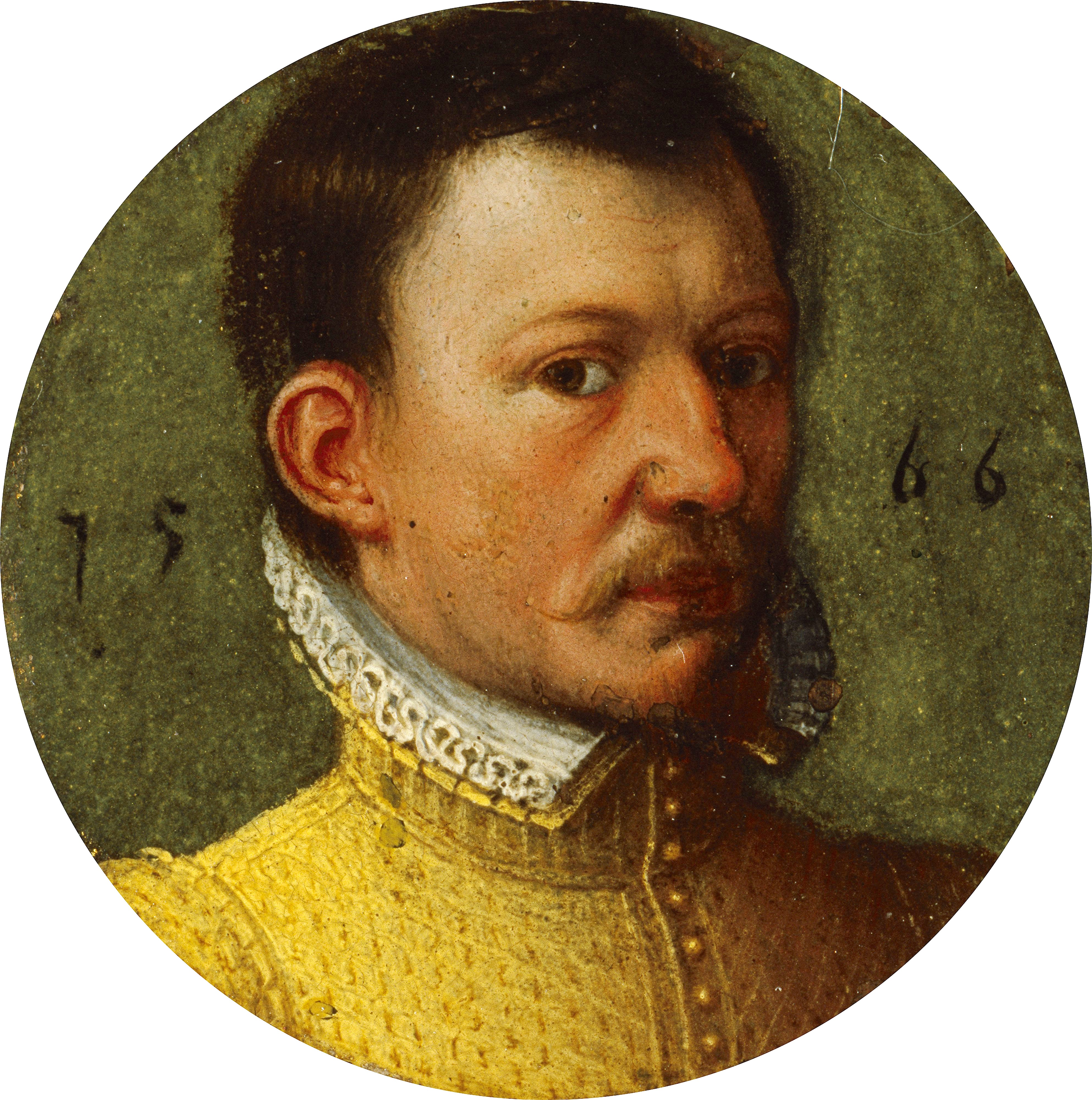
James Hepburn, 4th Earl of Bothwell, National Portrait Gallery Edinburgh

James Hepburn, 4. Earl of Bothwell, 1. Duke of Orkney (* um 1534; † 14. April 1578 auf Schloss Dragsholm, Seeland, Dänemark) war Lord High Admiral von Schottland und Oberbefehlshaber des schottischen Grenzlandes sowie dritter Ehemann von Maria Stuart.

## Herkunft und Bildung
James Hepburn war der einzige Sohn von Patrick Hepburn, 3. Earl of Bothwell und Agnes Sinclair. Die jüngere Schwester Janet heiratete mit John Stuart, Prior von Coldingham, 1566 in die Königsfamilie ein. Nach der Scheidung der Eltern wurde Bothwell von seinem Großonkel, Patrick Hepburn, Bischof von Moray, auf Spynie Palace bei Elgin im Norden Schottlands erzogen und ausgebildet.

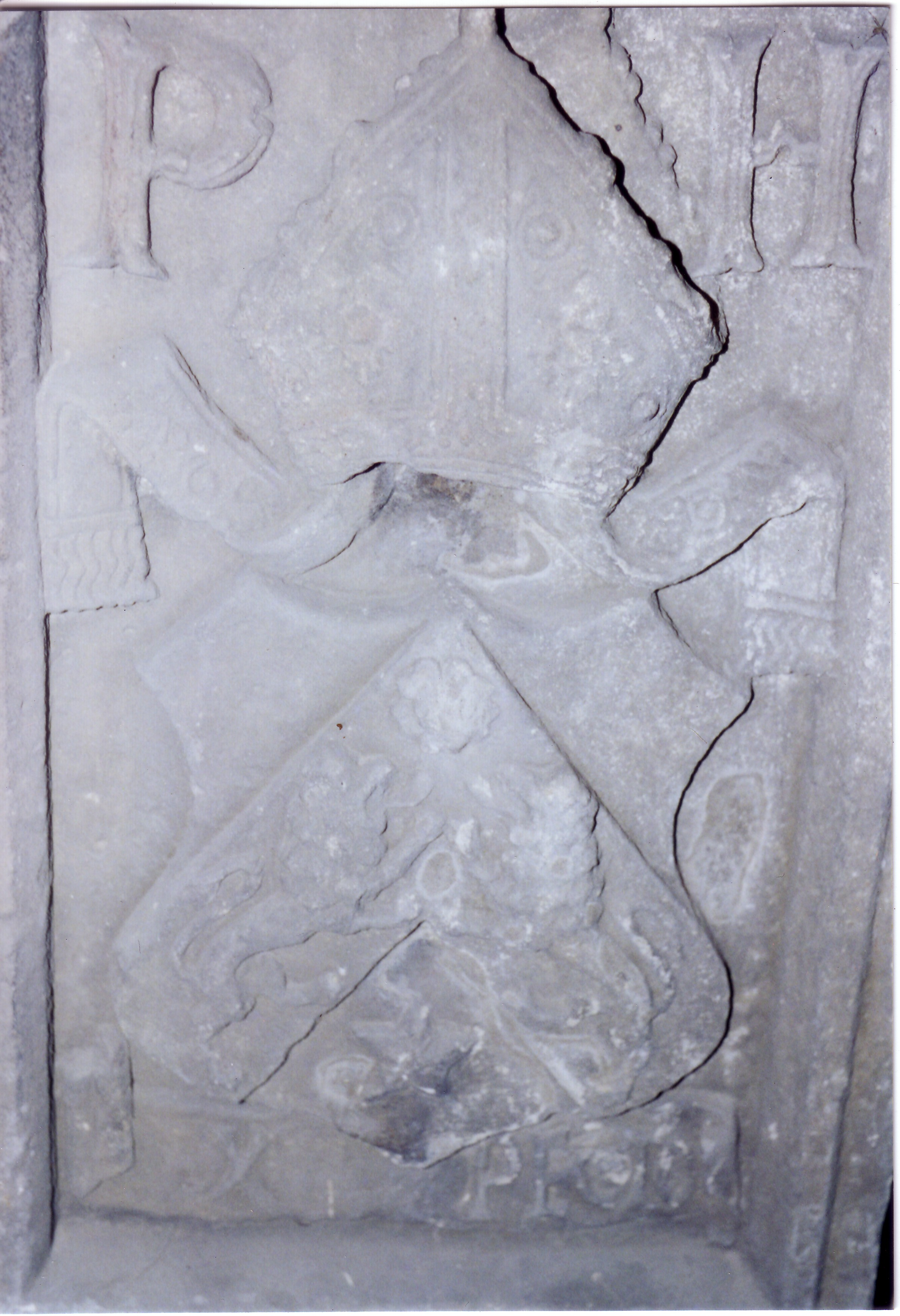
Wappen des Bischofs von Moray, Spynie Palace bei Elgin, Nordschottland

Nachweislich sprach und schrieb der Graf fließend Englisch und Französisch. Die Hinterlassenschaft seiner Bücher belegt ein besonderes Interesse an Mathematik und Werken antiker sowie zeitgenössischer Autoren zu Fragen der Kriegsstrategie. Die Stammburgen der Grafen von Bothwell waren Hailes Castle und Crichton Castle nahe Edinburgh.

## Im Dienst von Marie de Guise
Im Jahre 1556, etwa im Alter von 21 oder 22 Jahren, trat James Hepburn das Erbe seines Vaters, Patrick Hepburn, als vierter Earl of Bothwell an. Obgleich selbst Protestant, diente er loyal der katholischen Regentin Marie de Guise, Witwe Jakobs V. von Schottland und Mutter von Maria Stuart. Marie de Guise befand sich seit 1558 in harten Auseinandersetzungen mit den Lords of the Congregation, einer protestantischen Adelspartei, hinter der sich zunehmend Widerstand gegen das alte Bündnis Schottlands mit Frankreich (Auld Alliance) formierte. Am 31. Oktober 1559 fing James Hepburn eine beträchtliche Geldsumme ab, die Elisabeth I. zur Unterstützung der protestantischen Rebellen nach Norden geschickt hatte. Dies brachte ihm die lebenslange Feindschaft des Halbbruders von Maria Stuart, James Stuart (später 1. Earl of Moray), und anderer Mitglieder der Lords of the Congregation ein. Noch im November des gleichen Jahres wurde Crichton Castle, eine der Hauptburgen der Grafen von Bothwell, von seinen protestantischen Standesgenossen in Schutt und Asche gelegt. 

Crichton Castle, südlich von Edinburgh

 Bothwell blieb der de Guise-Regierung treu und wurde von der Regentin beauftragt, in Dänemark bei Friedrich II. um Waffenhilfe zu bitten; von dort aus sollte er sich nach Frankreich begeben, um zusätzlich bei der Tochter und König Franz II. die Sendung eines weiteren französischen Truppenkontingentes zu erwirken. Im Zuge der Belagerung von Edinburgh durch die Rebellen verstarb jedoch Marie de Guise am 11. Juni 1560.

## Im Dienst von Maria Stuart
1560 führte das sogenannte „Reformationsparlament“ unter der Führung von James Stuart und John Knox die protestantische Konfession als nationales Bekenntnis in Schottland ein. Der zwischen Engländern und schottischen Protestanten geschlossene Vertrag von Edinburgh sah künftig Elisabeth I. als Protektorin Schottlands vor. Bothwells Auftrag am dänischen Hof war hinfällig geworden. Er begab sich nach Paris, um die Lage der Nation mit Maria Stuart (durch den Tod von Heinrich II. nun Königin von Frankreich und Schottland) zu beraten. Im September 1560 wurde er von ihr beauftragt, das schottische Parlament einzuberufen. Bothwell sollte einen Sitz der fünf königstreuen Vertreter einnehmen.
Im darauf folgenden Jahr verstarb Franz II. und Maria Stuart bereitete ihre Rückkehr nach Schottland vor. Zu Beginn des Jahres 1561 beriet sie sich mit dem Lord High Admiral ihrer Flotte in Joinville, um die lange Seereise entlang der englischen Ostküste vorzubereiten. Elisabeth I. hatte Maria die Passage durch England verweigert, weil die schottische Königin sich weigerte, den Vertrag von Edinburgh zu ratifizieren und ihren Thronanspruch auf England zurückzunehmen. Im August 1561 landete Mary in Leith.
Nach einem halben Jahr führten bereits die unterschiedlichen Machtinteressen von Royalisten und Lords of the Congregation in der „Arran-Affaire“ zum Konflikt. James Hamilton, 2. Earl of Arran, einer der Führer der Lords of the Congregation, hatte im März 1562 einen Plan zur Entführung der schottischen Königin ersonnen, wälzte die Schuld aber bei Entdeckung auf Bothwell ab und spielte damit Moray in die Hände, der Bothwell sofort auf der Festung St. Andrews festsetzen ließ. Von St. Andrews wurde der Earl zur Untersuchungshaft nach Edinburgh Castle verbracht. Bothwell gelang es mit stillschweigender Billigung der Königin zu fliehen. Wegen der anhängigen Gerichtsverhandlung und der erstarkten Macht des Halbbruders der Königin war ein Leben in Schottland für Bothwell unmöglich geworden. Über die nordenglische Insel Holy Island wollte er sich ins französische Exil retten, geriet aber in englische Gefangenschaft. Bis 1564 saß er im Tower ein, bis die englische Königin ihm schließlich die Ausreise nach Frankreich gestattete. Im März 1565 kehrte Bothwell zur Regelung finanzieller Angelegenheiten kurzfristig nach Schottland zurück, musste aber feststellen, dass Maria Stuart die Regierungsgeschäfte immer noch unter dem starken Einfluss ihres Halbbruders Moray versah. Auf dessen Betreiben hatte sie den mächtigen katholischen Clan der Gordons im Norden Schottlands zerschlagen und ihm, Moray, die Titel der Gordon-Grafschaft übertragen. Erneut in Frankreich, versah Bothwell auf Fürsprache seiner Königin die Ämter des Hauptmannes der Schottischen Garde und eines Kammerherrn des Königs („Gentilhomme de Chambre“). Noch im August des gleichen Jahres wurde er von Maria nach Schottland zurückbeordert. Getrieben von der Furcht vor Machtverlust durch die Eheschließung Maria Stuarts mit Henry Stewart, Lord Darnley, hatte Moray einen Aufstand gewagt. Mit Bothwells Hilfe schlug die Königin die Rebellion (Chaseabout Raid) erfolgreich nieder. Moray und seine Mitverschwörer begaben sich ins englische Exil. Bothwell wurde in den Kronrat berufen. George Gordon, 5. Earl of Huntly erhielt die Earlswürde seines Vaters zurück.

## Heirat, Rizzio-Affaire und Aufstieg am Hof
Für Bothwell wies vieles auf ein ruhigeres Leben hin. Am 24. Februar 1566 heiratete er „auf ausdrückliches Geheiß der Königin“ George Gordon, 5. Earl of Huntlys Schwester Jean Gordon. Die Königin hatte sich damit eine Nord-Süd-Allianz Königstreuer gesichert. Diese wurde auch bald auf die Probe gestellt, als im März des Jahres David Rizzio, der italienische Sekretär Maria Stuarts, mit 57 Messerstichen ermordet wurde. Nur vordergründig wollten die protestantischen Lords ein Exemplum an dem vorgeblichen Spion des Vatikans und Günstling der Königin statuieren; tatsächlich sollte die Verschwörung Henry Stuart, Lord Darnley die Mitkönigskrone verschaffen, die diesen im Falle von Marias Tod zum König und Instrument der Lords of the Congregation gemacht hätte. Das königliche Privileg hatte Maria ihrem Gatten verweigert: er sei syphilitisch sowie alkoholsüchtig und damit den Aufgaben eines Königs nicht gewachsen.
Nach der Ermordung Rizzios in Schloss Holyrood wurden die schwangere Königin sowie ihre im Schloss weilenden Getreuen Bothwell und Huntly streng bewacht. Der Königin gelang es, Darnley von der Unredlichkeit der Motive der Rebellen zu überzeugen und zur gemeinsamen Flucht zu bewegen. Bothwell entkam seinen Bewachern durch einen Sprung in eine unter seinem Gemach befindliche Grube, rief mit Huntlys Hilfe rasch einige königstreue Truppen zusammen und verbrachte das Königspaar auf die Festung Dunbar. Darnley verriet alle Mitverschwörer und distanzierte sich selbst gänzlich von der Bluttat. Die Täter, unter anderem James Douglas, 4. Earl of Morton und Patrick, 3. Lord Ruthven, begaben sich in englisches Exil. Es wird vermutet, dass dort weitere Umsturzpläne vorbereitet wurden.

Im Juni 1566 brachte Maria Stuart einen Thronerben, den späteren James VI. von Schottland, zur Welt. Sie schien auf dem Höhepunkt ihrer Macht, wenngleich das eheliche Zerwürfnis mit Darnley vor der Öffentlichkeit nicht mehr zu verbergen war. Die Regierungsgeschäfte versah sie mit Hilfe ihres Staatssekretärs William Maitland und der ihr ergebenen Adeligen. Im Oktober des Jahres war sie schon wieder kräftig genug, um Landgerichtstage für das Grenzland in Jedburgh anzuberaumen. Bothwell wurde vorausgeschickt, um das Nötige in seinem Zuständigkeitsbereich vorzubereiten. 

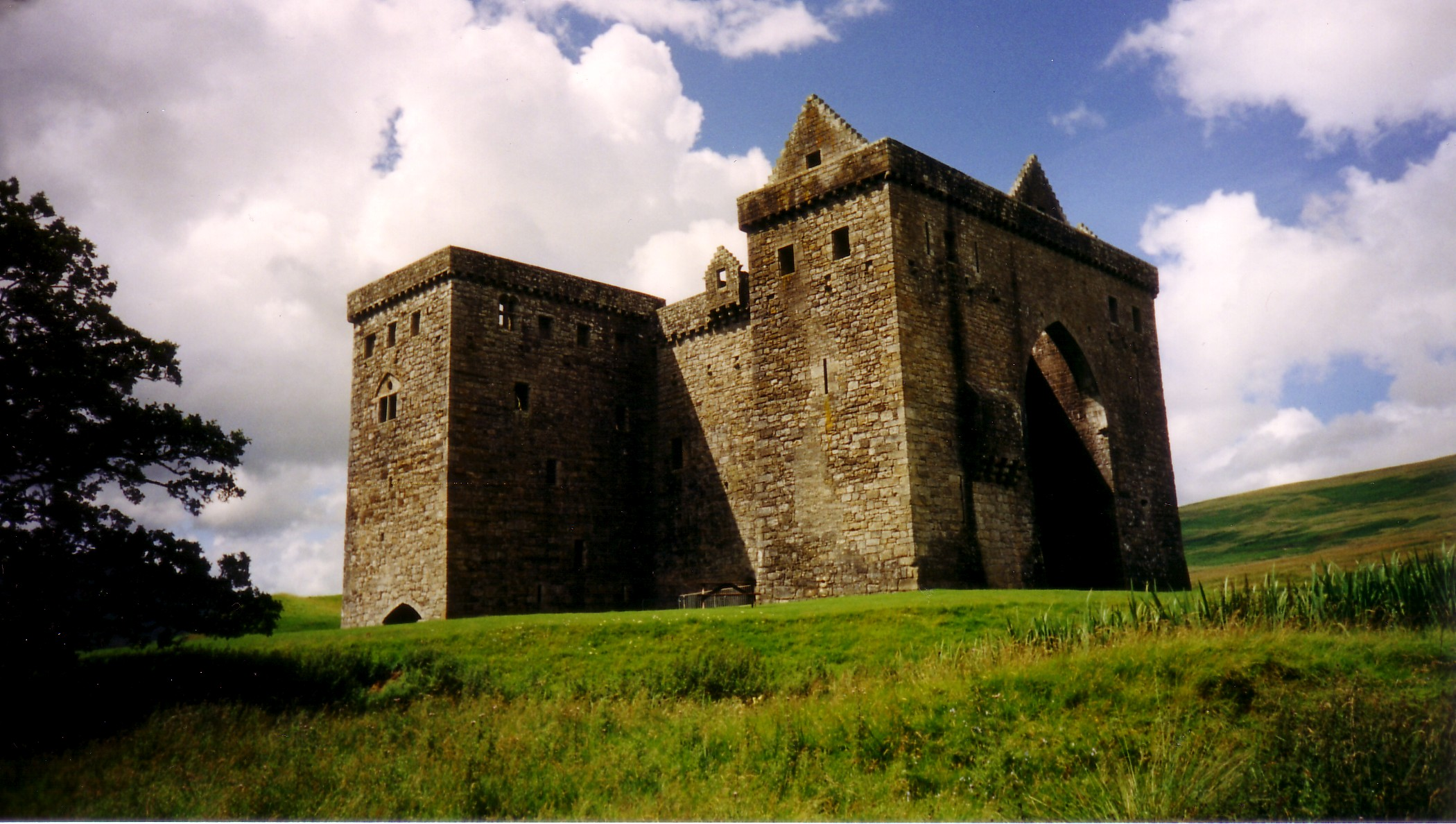
Hermitage Castle, schottisches Grenzland

Im Zuge der Festnahme des Gesetzlosen Jock Elliot wurde Bothwell schwer verwundet. Eine Gehirnerschütterung, die ihm ein Schwertschlag Elliots beigebracht hatte, versetzte ihn ins Koma. Obwohl lange tot geglaubt, kam er wieder zu Bewusstsein, konnte die Königin und ihre Begleiter auf Hermitage Castle empfangen und zwei Wochen später auf dem Landgerichtstag in Jedburgh seines Amtes walten.
Als Darnleys Verhalten zunehmend befremdlicher wurde und er schließlich die Legitimität seines Sohnes öffentlich bestritt, beauftragte die Königin Bothwell mit der Organisation der Tauffeierlichkeiten für den Prinzen und übertrug ihm den Empfang der ausländischen Botschafter. Marias Machtzuwachs und Stärkung durch die Royalisten wurde von englischer Seite mit Sorge beobachtet. Je mehr die schottische Königin an Souveränität gewann, umso mehr erstarkte auch der Widerstand im katholischen englischen Adel gegen Elisabeth I. als „unrechtmäßiger Bastard“ auf Englands Thron.

## Ermordung Lord Darnleys
Eine unverhofft große politische Wende brachte die Ermordung Darnleys am 9. Februar 1567. Nachdem Darnley auf dem Höhepunkt des ehelichen Konfliktes sich zu seinem Vater Matthew Stewart, 4. Earl of Lennox, nach Glasgow begeben hatte, kam die Königin zu ihm, um ihn nach Edinburgh zurückzuholen. Darnley ließ sich zu einer Unterbringung in Kirk o’ Field, am Rande von Edinburgh, bewegen. Wegen fortgeschrittener Syphilis- oder Pockenerkrankung empfahl sich dieses isolierte Quartier. Als die Symptome oberflächlich auf Besserung hinwiesen, wurde ein Umzug nach Holyrood für die zweite Februarwoche geplant. Darnley erlebte ihn nicht mehr. In der Nacht des 9. Februar 1567 sprengte eine Explosion die Unterkunft des Königs in die Luft. Seine Leiche fand man ohne Verletzungsspuren im angrenzenden Obstgarten. Der Mordverdacht wurde vom protestantischen Lager, propagandistisch geschickt mit Flugblättern, Balladen und Plakaten inszeniert, bald auf Bothwell gelenkt. Falls jedoch der Zeugenaussage einer Anwohnerin von Kirk o’ Field zu glauben ist, die Darnley in der Mordnacht schreien hörte „Pity me, kinsmen!“ (Verwandte, habt Erbarmen), waren die tatsächlichen Mörder im Umkreis des Douglas-Clans zu suchen. Dieser aber wurde von Moray protegiert.
Durch seine politische Sonderstellung war Bothwell leicht als Schuldiger zu isolieren und wäre mit Gewissheit innerhalb eines symbolischen Prozesses zur „Wiederherstellung der Gerechtigkeit“ verurteilt worden. Diejenigen, die später tatsächlich nach der Abdankung Maria Stuarts die Regentschaft übernahmen, hätten von einer Verurteilung Bothwells zu diesem Zeitpunkt profitiert: James Stuart, 1. Earl of Moray; Matthew Stewart, 4. Earl of Lennox; James Douglas, 4. Earl of Morton. Da Bothwell jedoch in einem ordentlichen Prozess insbesondere gegen Morton Belastendes vorbringen konnte, musste man sich seiner auf anderem Wege entledigen. Das folgende Verfahren gegen Bothwell war, darin stimmen die meisten Historiker überein, eine Farce – nicht jedoch, weil ein vermeintlich Schuldiger freigesprochen wurde, sondern weil die tatsächlich Tatverdächtigen nicht angeklagt werden durften. Bothwell selbst stimmte in einer Sitzung des Kronrates seiner Anhörung zu. Der Gerichtstermin wurde für den 12. April 1567 festgesetzt. Die aus Standesgenossen zusammengesetzte Jury sprach ihn aus Mangel an Beweisen frei und ermahnte Bothwell mit diesem Freispruch zugleich, sich aus dem politischen Geschehen zurückzuziehen.

## Ehe mit Maria Stuart

Wappen von James Hepburn nach der Erhebung zum Duke of Orkney und Lord of Shetland. Aufnahme: Gedenktafel in Fårevejle Kirke. Oben rechts: Familienwappen der Hepburns mit Sparren und Löwen, die nach der Rose von Haddington greifen; oben links: Wappen des Herzogs von Orkney; unten rechts: Wappen des Lord of Shetland; unten links: Wappen von Dirleton (Schrägbalken), von James Hepburn bei Antritt des Erbes dem Grundwappen hinzugefügt; Helmzier: gezügeltes Pferd als Rekurs auf Familienlegende; Herzogskrone mit Erdbeerblättern über dem Helm des Peer; Löwen als Schildhalter zeigen den Hochadel an; Anker für Lord High Admiral.

Schloss Malmöhus, Malmö (heute Schweden).

Schloss Dragsholm, Nordseeland (Dänemark).

Kirche von Fårevejle, Nordseeland.

Bothwell nahm diese Ermahnung nicht ernst. Ein Rückzug hätte unweigerlich sowohl eine Schwächung der Position der Königin bedeutet als auch die Aufgabe all dessen, was der Graf bisher erreicht hatte. So sah er im Angriff die beste Verteidigung und veranstaltete am 19. April 1567 zur Gewinnung Verbündeter ein Bankett in den ihm zugeteilten Gemächern von Holyrood Palace, das als „Ainslie Bond“ in die Geschichte eingegangen ist. Ergebnis des Bündnisses, das nahezu alle Mitglieder der Lords of the Congregation unterzeichneten, war zum einen eine Versicherung, den Grafen künftig vor Verleumdungen wegen des Königsmordes zu schützen; zum anderen enthielt die Erklärung eine Heiratsempfehlung für Bothwell, „für den Fall, dass die Königin sich herablassen möge, einen ihrer Untertanen zu ehelichen“. Die Unterzeichnenden beabsichtigten, Bothwell, den das Volk niemals als Prinzgemahl akzeptieren würde, nun durch eine gezielte Diffamierungskampagne auszuschalten. Man hoffte, sich seiner als Legitimation zum Sturz der Königin bedienen zu können. Bothwell, der dies nicht erkannte oder ignorierte, kam mit der Unterzeichnung des „Ainslie Bond“ den Absichten seiner Gegner entgegen.
Der Heiratsantrag wurde von Maria Stuart, trotz Empfehlungsschreiben, vorerst abgelehnt. Am 24. April 1567 hielt Bothwell den Tross der Königin an der Almond Bridge auf und entführte sie nach Dunbar. Nach Bothwells Einschätzung waren Unruhen in Edinburgh zu erwarten, weshalb die Königin in Sicherheit gebracht werden musste. Was genau auf der Festung geschah, ist nicht mehr eindeutig zu eruieren. Nachweisbar ist, dass Maria dort Bothwells Ansinnen der Eheschließung zustimmte und der Earl bald darauf die Scheidung von Jean Gordon in die Wege leitete. Am 3. Mai wurde die Ehe vor einem protestantischen Zivilgericht wegen Ehebruchs geschieden. Am 6. Mai kehrte Bothwell mit der Königin nach Edinburgh zurück. Am 7. Mai wurde die Ehe Hepburn-Gordon vor einem katholischen Gericht erneut wegen Blutsverwandtschaft aufgelöst, obgleich zum Zeitpunkt der Eheschließung ein Dispens eingeholt worden war. Wegen der Konfessionsverschiedenheit Maria Stuarts und Bothwells waren die Vorgänge an beiden Gerichten nötig. Am 12. Mai erhob Maria Bothwell zum Duke of Orkney und Lord of Shetland, um ihren Prinzgemahl standesgemäß zu machen. Am 15. Mai wurde die Ehe im Rahmen einer protestantischen Liturgie geschlossen. Damit hatte Maria die Sympathie des Vatikans und der katholischen Fürsten Europas verwirkt.
Längst waren Planungen zum Aufstand gegen die Königin auf Seiten der Lords of the Congregation im Gange. Am 15. Juni standen sich die königlichen Truppen und die der Aufständischen bei Carberry Hill, nördlich von Edinburgh, gegenüber. In nicht fassbarer Naivität ging Maria Stuart auf das Friedensangebot der Lords ein, dass sie sich ihr gegenüber loyal erweisen würden, wenn sie sich von Bothwell trennte. Im Lager der Lords angekommen, hörte Maria bereits, was ihr das Volk in Edinburgh entgegen schreien sollte: „Burn the huir!“ (Verbrennt die Hure). Bothwell ließ man unter Zusage von freiem Geleit kurzfristig ziehen. Maria wurde auf Loch Leven Castle inhaftiert und am 24. Juni 1567 zur Abdankung gezwungen.

## Flucht nach Dänemark und Inhaftierung
Vergeblich versuchte Bothwell, seinen früheren Schwager Huntly zur Sammlung königstreuer Truppen zu bewegen. Moray hatte bereits ein Kopfgeld auf Bothwell ausgesetzt. In Spynie fand der Graf für wenige Wochen Zuflucht. Erneut wollte er sich nach Dänemark begeben, um Friedrich II. um Unterstützung zur Befreiung der Königin zu bitten. Mit drei Schiffen ausgerüstet begab er sich auf See, entkam Morays Verfolgungstruppen und landete, von Stürmen abgeschlagen, im norwegischen Karmsund.
Von Kapitän Christian Alborg für einen Piraten gehalten, wurde Bothwell im September 1567 an den Bergener Kastellan Erik Rosenkrantz zur Beaufsichtigung übergeben, bis seine Identität geklärt sei. Am 28. September ordnete Friedrich II. die Inhaftierung Bothwells auf Schloss Malmö an, verweigerte aber trotz heftigen Drängens von Elisabeth I. und Moray die Auslieferung Bothwells zur Hinrichtung in Schottland. Das letzte schriftliche Zeugnis, das wir von Bothwell besitzen, ist ein für Karl IX. verfasstes Ereignistagebuch (1559–1567), das eine Apologie in eigener Sache und ein Appell zur Wiedereinsetzung der schottischen Königin ist.
Zahlreiche Schreiben von Elisabeth I. an Friedrich II. von Dänemark und Norwegen zwischen 1567 und 1571 belegen, dass Bothwell als gefürchteter Zeuge im Hinblick auf die Umstände der Entmachtung der schottischen Königin galt. Möglicherweise steht das drängende Auslieferungsbegehren Elisabeths I. im Hintergrund der Verlegung Bothwells von Malmö nach Schloss Dragsholm am 16. Juni 1573. Dort erwarteten Bothwell wesentlich strengere Haftbedingungen. Am 14. April 1578 findet sich im Gefängnistagebuch von Bothwells Aufseher der Eintrag, dass der Graf verstorben sei. Standesgemäß wurde er in der Krypta der nahe gelegenen Kirche von Fårevejle beigesetzt. Man kann Bothwells mumifizierten Leichnam dort nicht mehr betrachten, seit der früher mit einer Glasscheibe abgedeckte Sarg vollständig mit einer Holzverkleidung umgeben wurde.